# 동백역 (용인)
동백(용인세브란스병원)역(Dongbaek(Yongin Severance Hospital)Station, 東栢驛)은 경기도 용인시 기흥구 중동에 있는 용인 경전철의 전철역이다. 부역명은 용인세브란스병원이고, 인근에 위치한다.

## 역사
- 2013년 4월 26일 : 용인 경전철 개통과 함께 영업 개시

- 2020년 6월 : 부역명 용인세브란스병원 추가

## 역 구조
2면 2선의 상대식 승강장을 갖추고 있다. 스크린도어가 설치되어 있다. 이 역에 출입문이 승강장 사이에 넓으므로 발빠짐에 않도록 주의해야 한다.

### 승강장
| 어정 ↑ |
| \| 상  |
| ↓ 초당 |

| 상행 | ● 용인 경전철 | 기흥 방면          |
| 하행 | ● 용인 경전철 | 전대·에버랜드 방면 |

## 역 주변
| 나가는 곳 | 방면                                                  |
| --------- | ----------------------------------------------------- |
| 1         | 동백동행정복지센터 국민연금공단 동백호수공원 성산마을 |
| 2         | 어은목마을 석성초등학교 초당중학교                    |
| 3         | 참솔마을                                              |

## 인접한 역
| 용인 경전철         | 용인 경전철   | 용인 경전철                  |
| ------------------- | ------------- | ---------------------------- |
| Y113 어정 기흥 방면 | ● 용인 경전철 | Y115 초당 전대·에버랜드 방면 |

## 사진

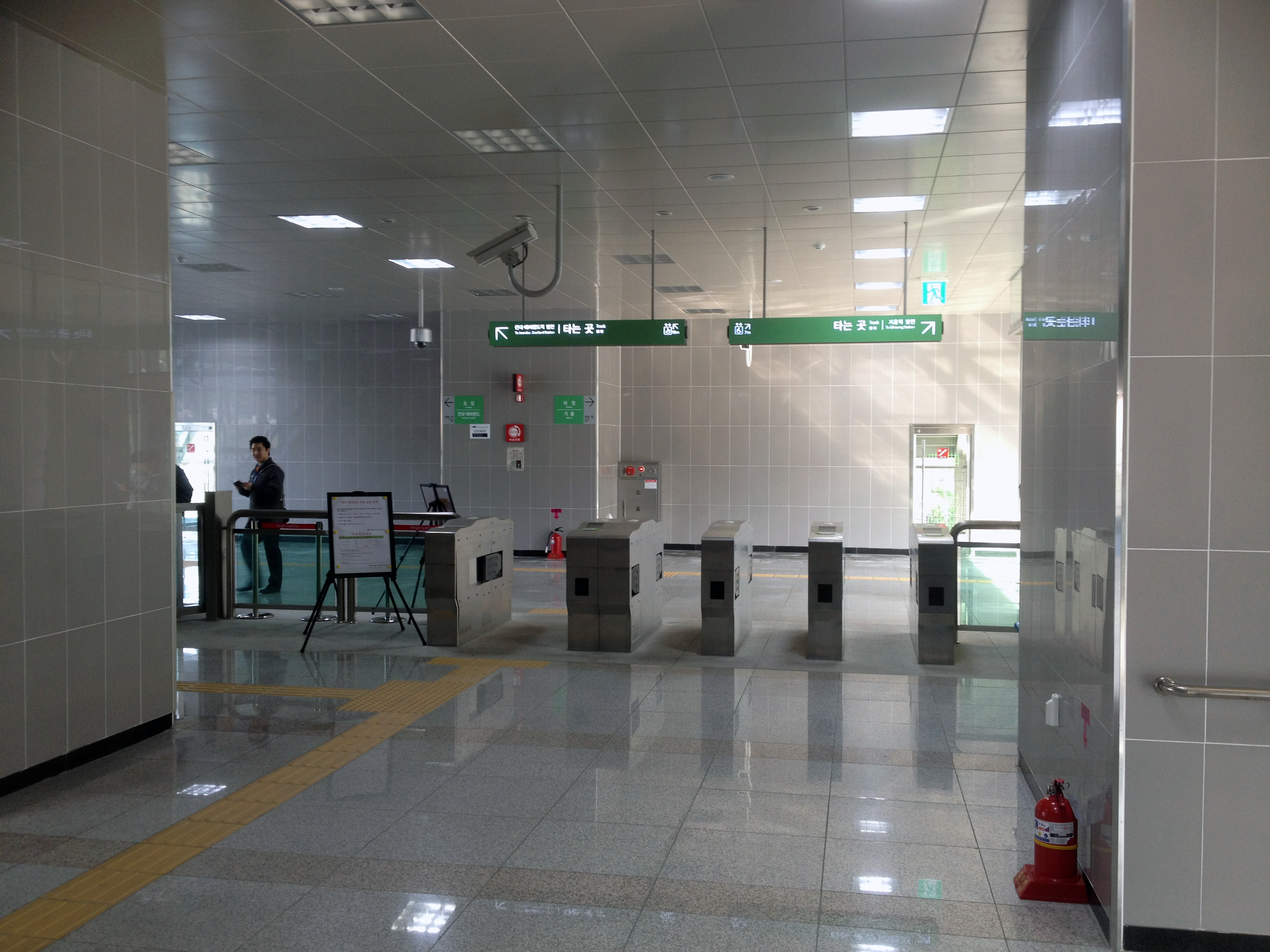
개찰구
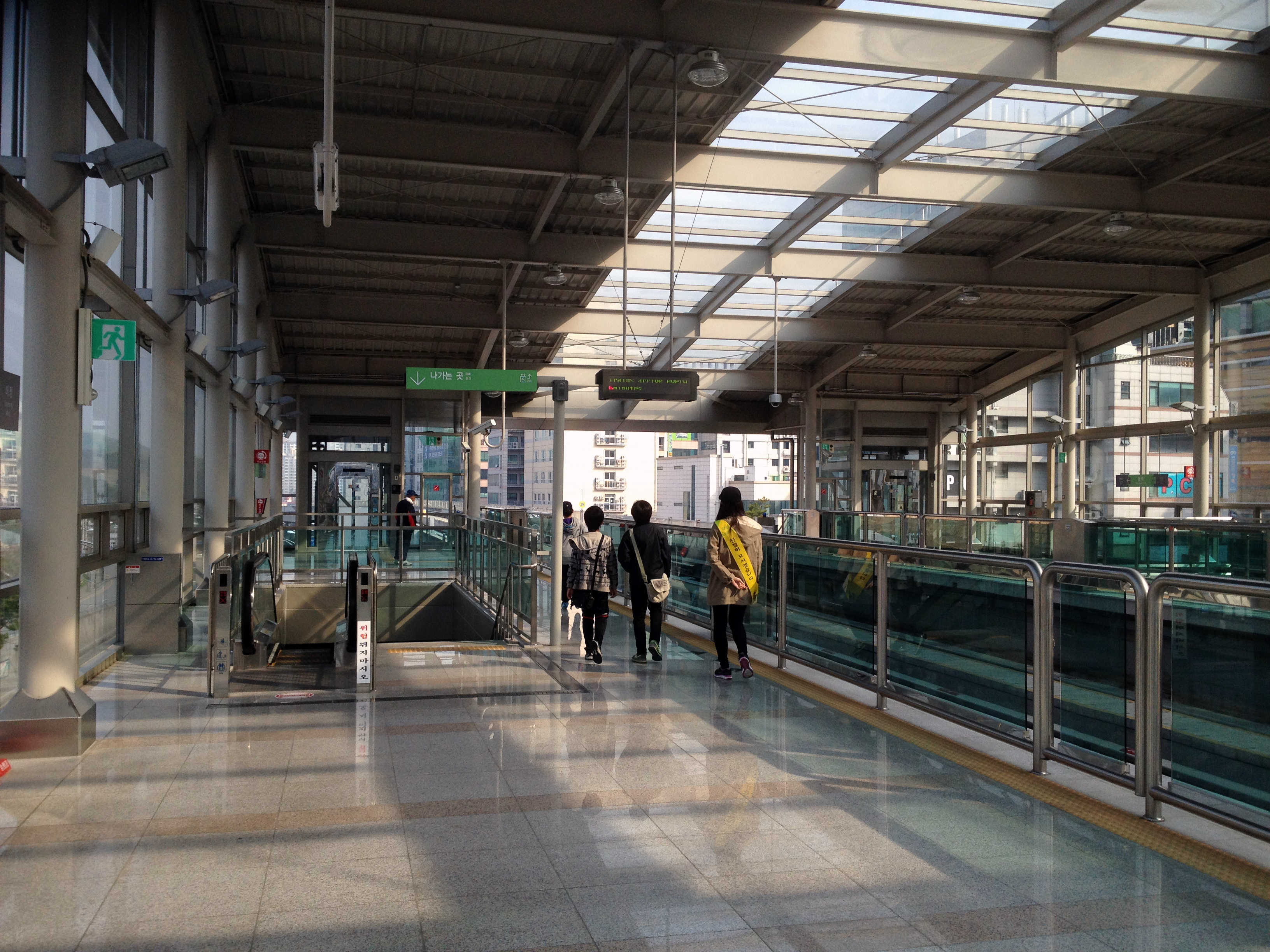
플랫폼 (스크린도어 설치, 부기 전)